# Bengalski zaliv
Bengalski zaliv, največji zaliv na svetu, obsega severovzhodni del Indijskega oceana.

## Lega
Približno trikotne oblike meji na zahodu na Indijo in Šrilanko, na severu na Bangladeš in na vzhodu na Burmo ter Andamanske in Nikobarske otoke, ki ga razmejujejo od Andamanskega morja. Južno mejo zaliva določa namišljena črta, ki se razteza od najjužnejše točke Šrilanke do skrajnega severa Sumatre. V Bengalski zaliv se stekajo številne velike reke - Ganges, Brahmaputra, Padma, Meghna, Jamuna, Ayeyarwady, Godavari, Mahanadi, Krishna in Kaveri. Površina Bengalskega zaliva je 2.172.000 km².

## Pomembnejša mesta
Večja pristanišča ob zalivu so Cuddalore, Čenaj, Kakinada, Tuticorin, Machilipatnam, Vishakapatnam, Paradip, Kolkata, Mongla, Chittagong in Yangon.